# Parque de esculturas Chapungu
El Parque de esculturas Chapungu (del inglés: Chapungu Sculpture Park)  es un jardín de esculturas en Msasa, Harare , Zimbabue , que muestra los trabajos realizados en piedra de escultores Zimbabue . Fue fundado en 1970 por Roy Guthrie, quien fue fundamental en la promoción de la labor de estos escultores en todo el mundo. Uno de los modos en que se promocionó  fue mediante la exhibición de las esculturas en Jardines Botánicos en una exposición itinerante llamada "Chapungu: Custom and Legend — A Culture in Stone" (Chapungu: tradición y leyenda - una cultura en piedra). Entre los lugares visitados se encuentran:

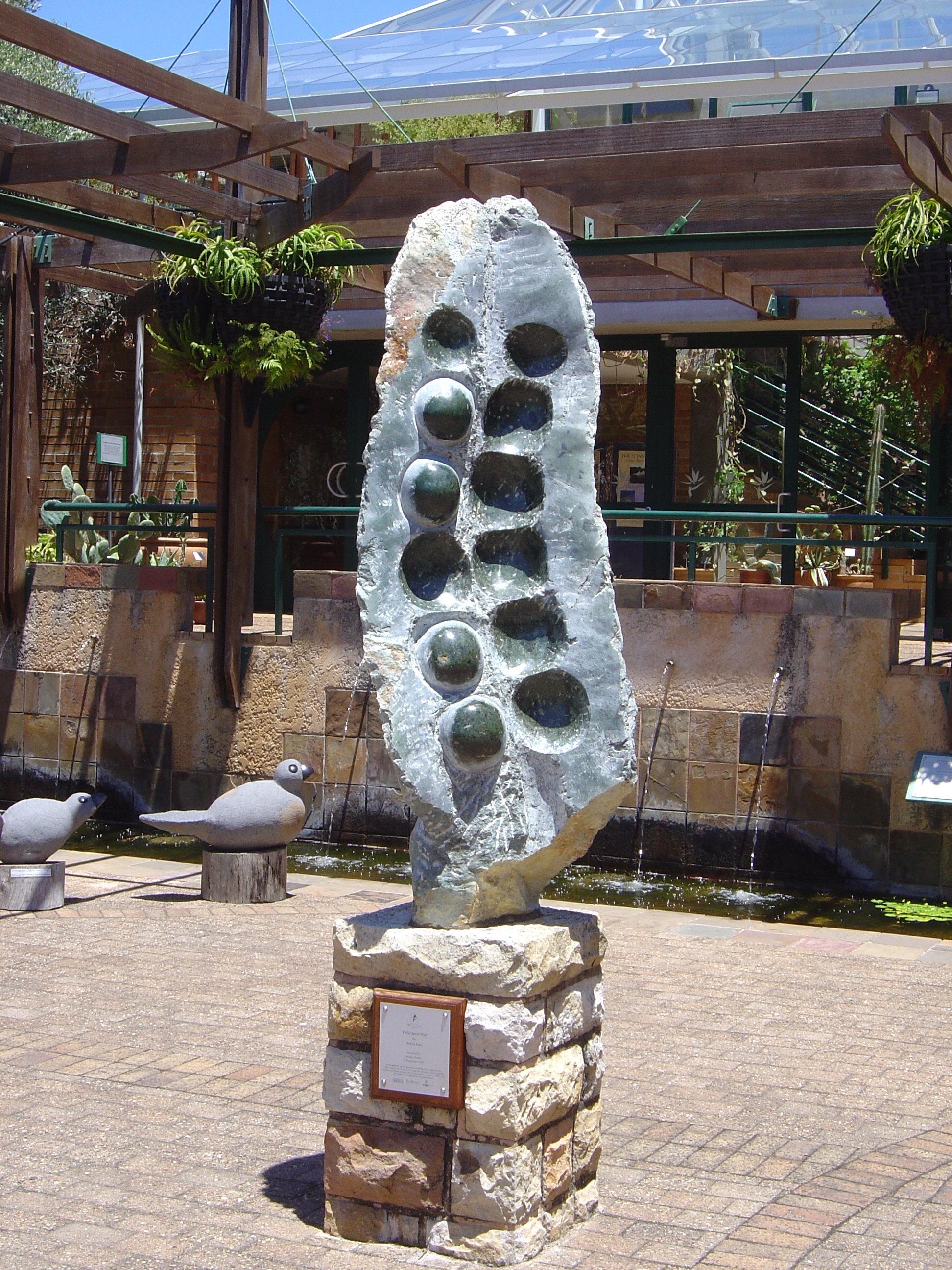
Wild Seed Pod por Arthur Fata, un escultor de Chapungu, actualmente en exposición permanente en la entrada del Jardín Botánico Nacional Kirstenbosch, Ciudad del Cabo, Sudáfrica.

- 1999: Jardín Botánico Nacional Kirstenbosch, Ciudad del Cabo, Sudáfrica
- 2000: Real Jardín Botánico de Kew , Londres, Reino Unido,[2]
- 2001: Jardín Botánico de Misuri , St. Louis, EE. UU.
- 2001: Parque Estatal del Arboreto de Boyce Thompson , Superior, EE. UU.
- 2002: Red Butte Garden y Arboretum , Salt Lake City, EE. UU.
- 2003:  Garfield Park Conservatory , Chicago, EE. UU.
- 2003: Jardín Botánico de Chicago , Chicago, EE. UU.
- 2004: Jardín Botánico de Denver , Denver, EE. UU.

## Artistas
Entre los artistas cuyas obras se pueden ver en el parque están:
- Dominic Benhura
- Crispen Chakanyuka
- Square Chikwanda
- Sanwell Chirume
- Stanford Derere
- Arthur Fata
- Barankinya Gosta
- Shandukai Gundiro
- Tapfuma Gutsa
- Chrispen June
- Makina Kameya
- Biggie Kapeta
- Royal Katiyo
- Samson Kuvengura
- Derek Macheka
- Colleen Madamombe
- Fabian Madamombe
- Wazi Maicolo
- Amali Mailolo
- Damian Manhuwa
- Josia Manzi
- Joram Mariga
- Eddie Masaya
- Moses Masaya
- Passmore Mashaya
- Bernard Matemera
- Boira Mteki
- Bryn Mteki
- Richard Mteki
- Sylvester Mubayi
- Thomas Mukarobgwa
- Nicholas Mukomberanwa
- Joseph Muli
- Henry Munyaradzi
- Joe Mutasa
- Tendai Mutasa
- Joseph Muzondo
- Joseph Ndandarika
- Locardia Ndandarika
- Agnes Nyanhongo
- Euwit Nyanhongo
- Gedion Nyanhongo
- Brighton Sango
- Amos Supuni
- Bernard Takawira
- John Takawira
- Lazarus Takawira

En el parque se encuentra el Centro de Escultura Chapungu, que alberga un importante programa de residencia, que permite a escultores jóvenes trabajar en su oficio durante dos años bajo su tutela. Precisamente, muchos de los escultores cuya obra se muestra en el parque comenzaron su carrera en el Centro.
En 2007, en los Estados Unidos, concretamente en Loveland (Colorado), se creó otro Parque de Esculturas Chapungu. 